# شهین
مهین‌تاج مغول کی‌سر معروف به شهین (زادهٔ ۱۳۱۸ در شیراز – درگذشته ۱۸ آبان ۱۴۰۱) بازیگر و خواننده اهل ایران بود که بین سال‌های ۱۳۳۲ تا ۱۳۵۵ فعالیت می‌کرد.

## بازیگر

### سینمایی
- رانده شده (۱۳۵۴)
- حسین آژدان (۱۳۵۳)
- بلند پرواز (۱۳۵۲)
- احمد چوپان (۱۳۵۱)
- خر دجال (۱۳۵۱)
- طغرل (۱۳۵۱)
- فرشته نجات (۱۳۵۱)
- قمار زندگی (۱۳۵۱)
- مردافکن (۱۳۵۰)
- معرکه (۱۳۵۰)
- بارگاه شیطان (۱۳۴۹)
- علی بی‌غم (۱۳۴۹)
- قهرمانان نمی‌میرند (۱۳۴۹)
- سه فراری (۱۳۴۸)
- قصر زرین (۱۳۴۸)
- جنجال پول (۱۳۴۷)
- چاکر شما کوچولو (۱۳۴۷)
- سالار مردان (۱۳۴۷)
- سنگ صبور (۱۳۴۷)
- شعله‌های خشم (۱۳۴۷)
- قمارباز (۱۳۴۷)
- چهار خواهر (۱۳۴۶)
- زیر گنبد کبود (۱۳۴۶)
- عمو سبزی فروش (۱۳۴۶)
- فراری (۱۳۴۶)
- گنج و رنج (۱۳۴۶)
- مأمور ۰۰۰۸ (۱۳۴۶)
- پروفسور نخاله (۱۳۴۵)
- سه قهرمان (۱۳۴۵)
- کلید بهشت (۱۳۴۵)
- ول معطلی (۱۳۴۵)
- افق روشن (۱۳۴۴)
- دنیای پول (۱۳۴۴)
- زبون بسته (۱۳۴۴)
- سه تا نخاله (۱۳۴۴)
- شانس بزرگ (۱۳۴۴)
- مرد ده میلیون تومانی (۱۳۴۴)
- افسانه دهکده (۱۳۴۳)
- ترانه‌های روستائی (۱۳۴۳)
- جاهل محل (۱۳۴۳)
- دختر ولگرد (۱۳۴۳)
- دختران با معرفت (۱۳۴۳)
- ستاره صحرا (۱۳۴۳)
- آقای هفت رنگ (۱۳۴۲)
- مادر فداکار (۱۳۴۲)
- عشق و حماقت (۱۳۴۰)
- آخرین هوس (۱۳۳۹)
- دختری از اصفهان (۱۳۳۹)
- دوستان یکرنگ (۱۳۳۹)
- صفرعلی (۱۳۳۹)
- آقا جنی شده (۱۳۳۸)
- اینم یک جورشه (۱۳۳۸)
- دو عروس برای سه برادر (۱۳۳۸)
- دوقلوها (۱۳۳۸)
- روزنه امید (۱۳۳۸)
- سایه (۱۳۳۸)
- بلبل مزرعه (۱۳۳۶)
- مادموازل خاله (۱۳۳۶)
- نردبان ترقی (۱۳۳۶)
- اتهام (۱۳۳۵)
- خورشید می‌درخشد (۱۳۳۵)
- جادو (۱۳۳۴)
- بازگشت (۱۳۳۲)
- گناهکار (۱۳۳۲)

### تئاتر
- قائم‌مقام
- احمد در بارگاه احمد
- به سوی تو
- خاقان می‌رقصد
- خسرو و شیرین
- شاهزاده توراندخت
- عباسه
- لیلی و مجنون
- مزاحم

### مجموعه تلویزیونی
- گذر عمر (۱۳۵۳)

## خواننده
- جوجه فکلی (۱۳۵۳)
- بلند پرواز (۱۳۵۲)
- پروفسور نخاله (۱۳۴۵)
- افق روشن (۱۳۴۴)
- ببر کوهستان (۱۳۴۴)
- مرد ده میلیون تومانی (۱۳۴۴)
- افسانه دهکده (۱۳۴۳)
- ترانه‌های روستائی (۱۳۴۳)
- جاهل محل (۱۳۴۳)
- دختر ولگرد (۱۳۴۳)
- دختران با معرفت (۱۳۴۳)
- ستاره صحرا (۱۳۴۳)
- آقای هفت رنگ (۱۳۴۲)
- مادر فداکار (۱۳۴۲)
- دوقلوها (۱۳۳۸)